# Tryphana malmi
Tryphana malmi är en kräftdjursart som beskrevs av Boeck 1870. Tryphana malmi ingår i släktet Tryphana och familjen Lycaeidae. Inga underarter finns listade i Catalogue of Life.